# Valframbert
Valframbert é uma comuna francesa na região administrativa da Normandia, no departamento Orne. Estende-se por uma área de 13,98 km². Em 2010 a comuna tinha 1 800 habitantes (densidade: 128,8 hab./km²).